# Folgoso (Sobrado)
Folgoso (llamada oficialmente Santa Cristina de Folgoso) es una parroquia española del municipio de Sobrado, en la provincia de La Coruña, Galicia.

## Entidades de población
Entidades de población que forman parte de la parroquia (entre paréntesis el nombre oficial y en gallego si difiere del español):
- Barcioy (Barcioi)
- Cabana (A Cabana)
- Carballás
- Carregoto
- Corral de Senín (O Corral de Senín)
- Fondaldea
- Medorra (A Medorra)
- Mesón (O Mesón)
- Puente de San Pedro (A Ponte de San Pedro)
- Sixto (Sisto)

## Demografía
| Gráfica de evolución demográfica de Folgoso entre 2000 y 2019 |
|                                                               |
| Datos según el nomenclátor publicado por el INE.              |